# سارة كلارك
سارة كلارك (28 مارس 1982 - ) (بالإنجليزية: Sarah Clarke)‏ هي لاعبة كريكت بريطانية.

## وصلات خارجية
- سارة كلارك على موقع إي آس بي آن كريك إنفو (الإنجليزية)